# 藤原令子
藤原令子（1994年8月16日—）是日本女模特兒、演員，岡山縣倉敷市出生，原屬經紀公司為FLaMme。

## 演藝作品

### 電視劇
- 《吶喊正義》 - 瞳（2014年）
- 《金田一少年之事件簿 雪影村殺人事件》 - 社冬美（2014年）
- 《死亡筆記本》 - 夜神妝裕（2015年）[1]

## 外部連結
- FLaMme official website | 藤原令子 （页面存档备份，存于）
- FLaMme mobile
- FLaMme／フラーム - YouTube （页面存档备份，存于）
- by Ameba[] - オフィシャルブログ